# Agustín Calleri
Agustín Calleri (Rio Cuarto, 14 september 1976) is een voormalig Argentijnse tennisser. Hij was prof van 1995 tot en met 2010. Hij kwam in 2000 voor het eerst de top 100 binnen en in 2002 voor het eerst de top 50. Zijn hoogste plaats op de ATP-ranglijst is de 16e, die hij behaalde op 7 juli 2003.
Calleri heeft in zijn carrière twee enkeltoernooien en drie dubbeltoernooien op zijn naam geschreven. In het enkelspel won hij ook negen challengers en twee futurestoernooien. Zijn beste resultaat in het enkelspel op een grandslamtoernooi is de derde ronde.

## Carrière

### Jaarverslagen

#### 1995 - 1999
Calleri werd proftennisser in 1995. In 1997 speelde hij zijn eerste wedstrijden op challengerniveau. In 1998 won hij zijn eerste futurestoernooien en challengertoernooien, zoals de challengers van Weiden in juni en Newcastle in juli van dat jaar. In 1999 maakte hij zijn intrede op ATP-niveau en maakte tegelijkertijd zijn grandslamdebuut op Roland Garros. Hij boekte daar ook zijn eerste ATP-zege door in de eerste ronde de Tsjech Daniel Vacek te verslaan. Calleri verloor in de tweede ronde van Albert Costa. Tijdens de zomer haalde hij de kwartfinale van het ATP-toernooi van Umag. Verder haalde hij geen noemenswaardige resultaten.

#### 2000 - 2001
In februari 2000 haalde Calleri de kwartfinale op het ATP-toernooi van Santiago. In april won hij de challenger van San Luis Potosi en in mei haalde hij de finale van de challenger van Zagreb. Eind april kwam hij ook voor het eerst binnen in de top 100. Op Roland Garros haalde hij de derde ronde. In juli won hij de challenger van Venetië en haalde hij zijn eerste ATP-halve finale, op het ATP-toernooi van Kitzbühel, waarin hij het moest afleggen tegen Àlex Corretja. Op de US Open haalde Calleri de derde ronde. In het najaar speelde hij voornamelijk challengers. Hij eindigde het jaar voor het eerst in de top 100, op plaats 62.
Op de Australian Open van 2001 werd Calleri uitgeschakeld in de tweede ronde. Zijn enige goede resultaat van het voorjaar en de zomer haalde was de kwartfinale in Mallorca in april. Op Roland Garros, Wimbledon en de US Open werd hij respectievelijk in de tweede en tweemaal in de eerste ronde uitgeschakeld. Het najaar was succesvoller met twee halve finales op challengers, een halve finale in Costa do Sauípe en drie challengeroverwinningen, in Guadalajara, São Paulo en Buenos Aires. Hij eindigde het jaar op plaats 67.

#### 2002 - 2003
Op de Australian Open van 2002 trok Calleri zich in zijn eersterondepartij terug. In februari haalde hij zijn eerste ATP-finale in Buenos Aires, die hij verloor van Nicolás Massú. In de aanloop naar Roland Garros haalde hij twee derde rondes op Masterstoernooien en haalde hij in april de halve finale in Mallorca. Bovendien kwam hij in mei voor het eerst binnen in de top 50. Ondanks deze resultaten verloor Calleri in de volgende drie grandslamtornooien (Roland Garros, Wimbledon en de US Open) in de eerste ronde. Zijn beste prestatie tijdens de zomer was de halve finale in Båstad. In het najaar haalde hij twee kwartfinales: in Costa do Sauípe en op het Masterstoernooi van Madrid. Hij eindigde het jaar voor het eerst binnen de top 50, net op plaats 50.
Op de Australian Open van 2003 werd Calleri al in de openingsronde uitgeschakeld. In februari bereikte hij de kwartfinale in Viña del Mar en won hij zijn eerste ATP-toernooi, in Acapulco, door zijn landgenoot Mariano Zabaleta in de finale te verslaan. In de aanloop naar Roland Garros zette Calleri enkele sterke resultaten neer: een finale in Estoril en op het Masterstoernooi van Hamburg, een halve finale in Barcelona en een kwartfinale in Valencia. Roland Garros en Wimbledon vielen daarentegen tegen met uitschakelingen in de eerste en tweede ronde respectievelijk. Op 7 juli bereikte Calleri met een 16e plaats zijn hoogste ATP-ranking ooit. Ook de rest van het jaar viel wat tegen, met een tweede ronde op de US Open en een kwartfinale in Moskou als beste resultaat. Hij sloot het jaar af op plaats 24.

#### 2004 - 2005
In zijn eerste toernooi van het jaar, in Doha, bereikte Calleri de halve finale. Op de Australian Open lag hij er al in de tweede ronde uit. In februari haalde hij de finale van het ATP-toernooi van Costa do Sauípe, die hij verloor van Gustavo Kuerten. Op de Masterstoernooien van Indian Wells en Miami haalde hij respectievelijk de vierde ronde en de kwartfinale en op het ATP-toernooi van Barcelona in april haalde hij de kwartfinale. Op Roland Garros trok hij zich in de eerste ronde terug met een verrekking van de adductoren. Daardoor was hij een tijdje weg van het circuit. In augustus nam hij deel aan de Olympische Zomerspelen in Athene, waar hij in het enkelspel voor zijn tweederondepartij tegen Igor Andrejev verstek gaf. Daarna speelde hij pas weer toernooien vanaf oktober, zonder veel succes echter. Calleri eindigde het jaar buiten de top 50, op plaats 58.
Op de Australian Open van 2005 lag Calleri er in de tweede ronde uit. Zijn beste resultaten in de rest van het semester waren kwartfinales in Viña del Mar, Costa do Sauípe en Barcelona en een halve finale in Acapulco. Door de tegenvallende resultaten viel hij begin mei ook weer even buiten de top 100. In juli haalde hij de finale van het ATP-toernooi van Amersfoort, die hij verloor van de Chileen Fernando González. Op de US Open verloor hij in de eerste ronde. In het najaar won hij de challenger van Szczecin. Hij eindigde het jaar op de 53 plaats van de ATP-ranglijst.

#### 2006 - 2007
2006 begon weinig succesvol met enkele vroege uitschakelingen, waaronder een eersterondeverlies op de Australian Open. In februari haalde Calleri de halve finale in Buenos Aires en de kwartfinale in Acapulco. In maart bereikte hij de kwartfinale van het Masterstoernooi van Miami. Na Wimbledon, waar hij in de tweede ronde verloor, volgenden een aantal goede resultaten: halve finale in Båstad, kwartfinale in Amersfoort, winst in Kitzbühel, waar hij Juan Ignacio Chela versloeg in de finale, halve finale in Sopot en een finaleplaats in New Haven. Door deze goede resultaten was Calleri weer tot binnen de top 30 geklommen. De US Open daarentegen was een tegenvaller met verlies in de openingsronde. Het najaar was eerder tegenvallend. Calleri sloot het jaar af op de 42e plaats.
2007 begon wisselvallig met een halve finale in Auckland en een uitschakeling in de eerste ronde op de Australian Open. In februari haalde hij de kwartfinale in Costa do Sauípe en de halve finale in Acapulco en in april de halve finale in Barcelona en de kwartfinale in Estoril. Calleri maakte ook deel uit van het team dat voor Argentinië de World Team Cup won. Argentinië versloeg Tsjechië in de finale met 2-1. Op Roland Garros en Wimbledon verloor hij respectievelijk in de eerste en tweede ronde. De zomer van 2007 was minder succesvol dan die van 2006. Enkel de halve finale in Kitzbühel sprong eruit. Op de US Open evenaarde hij met een derde ronde wel zijn beste grandslamresultaat. Calleri eindigde 2007 op de 42e plaats.

#### 2008 - 2010
Begin 2008 haalde Calleri twee kwartfinales op rij: in Doha en Sydney. Op de Australian Open werd hij in de tweede ronde uitgeschakeld. Ook in februari haalde hij twee kwartfinales na elkaar: in Buenos Aires en Acapulco. In april en mei haalde hij respectievelijk nog de kwartfinale in Houston en de halve finale in Casablanca. Op Roland Garros kwam hij niet voorbij de eerste ronde. Tussen Roland Garros en Wimbledon, waar hij kwam tot ronde 2, won hij de challenger in Prostějov. Tijdens de zomer haalde hij de halve finale in Stuttgart en nam hij deel aan de Olympische Zomerspelen in Peking. Hij vertegenwoordigde zijn land voor de tweede keer op de Spelen. Hij werd in de tweede ronde van het olympisch enkelspel uitgeschakeld door de Taiwanees Yen-Hsun Lu. Na de Spelen kende Calleri een mindere periode met een tweede ronde op de US Open als beste resultaat. Hij eindigde het jaar op de 60e plaats.
In 2009 vielen Calleri's resultaten tegen. Een tweede ronde was zijn beste resultaat gedurende de eerste helft van het jaar. Op de
Australian Open, Roland Garros en Wimbledon verloor hij telkens in de eerste ronde. Vanaf juli speelde hij geen toernooien meer. In februari 2010 kondigde hij aan dat hij stopte als proftennisser. Hij werd die maand ook gehuldigd voor zijn carrière.

### Davis Cup
Calleri speelde in 2000 voor het eerst voor het Argentijnse Davis Cupteam, in een duel tegen Canada in de halve finale van de play-offs van de Amerikaanse Groep 1. Hij speelde van 2000 tot en met 2008 elk jaar in de Davis Cup, uitgezonderd in 2002 en 2007. In totaal speelde hij twaalf enkelpartijen, waarvan hij er acht won, en negen dubbelpartijen, waarvan hij er zes won.

## Palmares
| Legenda                       | Legenda               |
| ----------------------------- | --------------------- |
| Grand Slam                    |                       |
| Olympische Spelen             |                       |
| tot 2009                      | vanaf 2009            |
| Tennis Masters Cup            | ATP Finals            |
| ATP Masters Series            | ATP Tour Masters 1000 |
| ATP International Series Gold | ATP Tour 500          |
| ATP International Series      | ATP Tour 250          |

### Enkelspel
| Nr.                  | Datum             | Toernooi            | Ondergrond | Tegenstander in finale   | Score            | Details       |
| -------------------- | ----------------- | ------------------- | ---------- | ------------------------ | ---------------- | ------------- |
| Gewonnen finales     |                   |                     |            |                          |                  |               |
| 1.                   | 24 februari 2003  | ATP Acapulco        | Gravel     | Mariano Zabaleta         | 7-5, 3-6, 6-3    | Details       |
| 2.                   | 24 juli 2006      | ATP Kitzbühel       | Gravel     | Juan Ignacio Chela       | 7-6(9), 6-2, 6-3 | Details       |
| Verloren finales     |                   |                     |            |                          |                  |               |
| 1.                   | 18 februari 2002  | ATP Buenos Aires    | Gravel     | Nicolás Massú            | 6-2, 6-7(5), 2-6 | Details       |
| 2.                   | 7 april 2003      | ATP Estoril         | Gravel     | Nikolaj Davydenko        | 4-6, 3-6         | Details       |
| 3.                   | 12 mei 2003       | ATP Hamburg         | Gravel     | Guillermo Coria          | 3-6, 4-6, 4-6    | Details       |
| 4.                   | 23 februari 2004  | ATP Costa do Sauípe | Gravel     | Gustavo Kuerten          | 6-3, 2-6, 3-6    | Details       |
| 5.                   | 18 juli 2005      | ATP Amersfoort      | Gravel     | Fernando González        | 5-7, 3-6         | Details       |
| 6.                   | 21 augustus 2006  | ATP New Haven       | Hardcourt  | Nikolaj Davydenko        | 4-6, 3-6         | Details       |
| Gewonnen challengers |                   |                     |            |                          |                  |               |
| 1.                   | 8 juni 1998       | Weiden              | Gravel     | Gastón Etlis             | 6-2, 6-1         | 6-2, 6-1      |
| 2.                   | 20 juli 1998      | Newcastle           | Gravel     | Salvador Navarro         | 6-3, 6-4         | 6-3, 6-4      |
| 3.                   | 17 april 2000     | San Luis Potosi     | Gravel     | Mariano Hood             | 7-5, 6-4         | 7-5, 6-4      |
| 4.                   | 3 juli 2000       | Venetië             | Gravel     | Jacobo Díaz              | 6-0, 6-1         | 6-0, 6-1      |
| 5.                   | 1 oktober 2001    | Guadalajara         | Gravel     | Edgardo Massa            | 6-4, 6-4         | 6-4, 6-4      |
| 6.                   | 22 oktober 2001   | São Paulo-3         | Gravel     | Juan Ignacio Chela       | 6-4, 6-3         | 6-4, 6-3      |
| 7.                   | 12 november 2001  | Buenos Aires        | Gravel     | David Nalbandian         | 6-3, 1-6, 6-3    | 6-3, 1-6, 6-3 |
| 8.                   | 19 september 2005 | Szczecin            | Gravel     | Alberto Martín           | 4-6, 6-2, 6-4    | 4-6, 6-2, 6-4 |
| 9.                   | 2 juni 2008       | Prostějov           | Gravel     | Martín Vassallo Argüello | 6-0, 6-3         | 6-0, 6-3      |

### Dubbelspel
| Nr.                              | Datum            | Toernooi         | Ondergrond | Partner           | Tegenstanders in finale                        | Score               | Details       |
| -------------------------------- | ---------------- | ---------------- | ---------- | ----------------- | ---------------------------------------------- | ------------------- | ------------- |
| Gewonnen finales herendubbel     |                  |                  |            |                   |                                                |                     |               |
| 1.                               | 10 februari 2003 | ATP Viña del Mar | Gravel     | Mariano Hood      | František Čermák Leoš Friedl                   | 6-3, 1-6, 6-4       | Details       |
| 2.                               | 24 oktober 2005  | ATP Bazel        | Tapijt (i) | Fernando González | Stephen Huss Wesley Moodie                     | 7-5, 7-5            | Details       |
| 3.                               | 18 februari 2008 | ATP Buenos Aires | Gravel     | Luis Horna        | Werner Eschauer Peter Luczak                   | 6-0, 6-7(6), [10-2] | Details       |
| Verloren finales herendubbel     |                  |                  |            |                   |                                                |                     |               |
| 1.                               | 25 februari 2008 | ATP Acapulco     | Gravel     | Luis Horna        | Oliver Marach Michal Mertiňák                  | 2-6, 7-6(3), [7-10] | Details       |
| Gewonnen challengers herendubbel |                  |                  |            |                   |                                                |                     |               |
| 1.                               | 27 juli 1998     | Scheveningen     | Gravel     | Tobias Hildebrand | Sebastián Prieto Martín Rodríguez              | 6-2, 3-6, 6-2       | 6-2, 3-6, 6-2 |
| 2.                               | 19 oktober 1998  | Montevideo       | Gravel     | Francisco Cabello | Paulo Taicher Cristiano Testa                  | 6-4, 6-4            | 6-4, 6-4      |
| 3.                               | 22 oktober 2001  | São Paulo-3      | Gravel     | Edgardo Massa     | Diego del Río Mariano Hood                     | 6-4, 6-4            | 6-4, 6-4      |
| 4.                               | 3 juli 2006      | Biella           | Gravel     | Lucas Arnold Ker  | Juan Martín del Potro Martín Vassallo Argüello | 7-6(5), 6-2         | 7-6(5), 6-2   |

## Prestatietabellen
| Legenda | Legenda                          |
| ------- | -------------------------------- |
| g.t.    | geen toernooi gehouden           |
| l.c.    | lagere categorie                 |
| –       | niet deelgenomen                 |
| G       | uitgeschakeld in de groepsfase   |
| 1R      | uitgeschakeld in de eerste ronde |
| 2R      | uitgeschakeld in de tweede ronde |
| 3R      | uitgeschakeld in de derde ronde  |
| 4R      | uitgeschakeld in de vierde ronde |
| KF      | uitgeschakeld in de kwartfinale  |
| HF      | uitgeschakeld in de halve finale |
| F       | de finale verloren               |
| W       | het toernooi gewonnen            |
| w-v     | winst/verlies-balans             |

### Prestatietabel enkelspel
Deze gegevens zijn bijgewerkt tot en met 30 juni 2010.
| Grandslamtoernooien   |                   |                   |                   |                   |                   |                   |                   |                   |                   |                   |               |         |
| Australian Open       | –                 | –                 | 2R                | 1R                | 1R                | 1R                | 2R                | 2R                | 1R                | 2R                | 1R            | 4-9     |
| Roland Garros         | 2R                | 3R                | 2R                | 1R                | 1R                | 1R                | –                 | –                 | 1R                | 1R                | 1R            | 4-9     |
| Wimbledon             | –                 | –                 | 1R                | 1R                | 2R                | –                 | –                 | 2R                | 2R                | 2R                | 1R            | 4-7     |
| US Open               | –                 | 3R                | 1R                | 1R                | 2R                | –                 | 1R                | 1R                | 3R                | 2R                | –             | 6-8     |
| Winst-verlies         | 1-1               | 4-2               | 2-4               | 0-4               | 2-4               | 0-2               | 1-2               | 2-3               | 3-4               | 3-4               | 0-3           | 18-33   |
| ATP World Tour Finals |                   |                   |                   |                   |                   |                   |                   |                   |                   |                   |               |         |
| ATP World Tour Finals | –                 | –                 | –                 | –                 | –                 | –                 | –                 | –                 | –                 | –                 | –             | 0-0     |
| ATP Masters 1000      |                   |                   |                   |                   |                   |                   |                   |                   |                   |                   |               |         |
| Indian Wells          | –                 | –                 | –                 | –                 | 3R                | 4R                | 2R                | 1R                | 2R                | –                 | –             | 5-5     |
| Miami                 | –                 | 2R                | 1R                | 3R                | 2R                | KF                | 1R                | KF                | –                 | 1R                | 2R            | 12-9    |
| Monte Carlo           | –                 | –                 | –                 | 1R                | 1R                | 3R                | 1R                | –                 | –                 | 1R                | –             | 2-5     |
| Rome                  | –                 | –                 | –                 | 3R                | 2R                | –                 | –                 | –                 | 1R                | –                 | –             | 3-3     |
| Hamburg               | –                 | –                 | 2R                | –                 | F                 | –                 | –                 | –                 | 1R                | –                 | l.c.          | 6-3     |
| Stuttgart             | –                 | –                 | –                 | geen toernooi     | geen toernooi     | geen toernooi     | geen toernooi     | geen toernooi     | geen toernooi     | geen toernooi     | geen toernooi | 0-0     |
| Madrid                | geen toernooi     | geen toernooi     | geen toernooi     | KF                | 2R                | 1R                | 2R                | 2R                | 2R                | –                 | –             | 6-6     |
| Montréal/Toronto      | –                 | –                 | –                 | –                 | 1R                | –                 | –                 | –                 | 1R                | –                 | –             | 0-2     |
| Cincinnati            | –                 | –                 | –                 | –                 | 1R                | –                 | –                 | –                 | 1R                | –                 | –             | 0-2     |
| Shanghai              | geen Masters 1000 | geen Masters 1000 | geen Masters 1000 | geen Masters 1000 | geen Masters 1000 | geen Masters 1000 | geen Masters 1000 | geen Masters 1000 | geen Masters 1000 | geen Masters 1000 | –             | 0-0     |
| Parijs                | –                 | –                 | –                 | –                 | 1R                | –                 | –                 | –                 | –                 | –                 | –             | 0-1     |
| Olympische Spelen     |                   |                   |                   |                   |                   |                   |                   |                   |                   |                   |               |         |
| Olympische Spelen     | g.t.              | –                 | geen toernooi     | geen toernooi     | geen toernooi     | 2R                | geen toernooi     | geen toernooi     | geen toernooi     | 2R                | g.t.          | 2-1     |
| Statistieken          |                   |                   |                   |                   |                   |                   |                   |                   |                   |                   |               |         |
| Totaal aantal titels  | 0                 | 0                 | 0                 | 0                 | 1                 | 0                 | 0                 | 1                 | 0                 | 0                 | 0             | 2       |
| Totaal winst-verlies  | 3-3               | 13-6              | 12-16             | 25-23             | 34-22             | 21-18             | 22-21             | 31-20             | 24-25             | 21-23             | 3-10          | 209-187 |
| Eindejaarsranking     | 136               | 62                | 68                | 50                | 24                | 58                | 53                | 29                | 42                | 60                | 395           | n.v.t.  |

N.B. "g.t." = geen toernooi / "l.c." = lagere categorie

### Prestatietabel dubbelspel (grand slam)
| Grandslamtoernooien   |      |     |               |               |               |     |      |        |
| Australian Open       | –    | –   | 1R            | 1R            | –             | 2R  | 1R   | 1-4    |
| Roland Garros         | –    | –   | –             | –             | –             | 1R  | –    | 0-1    |
| Wimbledon             | 1R   | –   | –             | –             | 1R            | –   | –    | 0-2    |
| US Open               | 1R   | –   | –             | 1R            | 2R            | 2R  | –    | 2-4    |
| Winst-verlies         | 0-2  | 0-0 | 0-1           | 0-2           | 1-2           | 2-3 | 0-1  | 3-11   |
| ATP World Tour Finals |      |     |               |               |               |     |      |        |
| ATP World Tour Finals | –    | –   | –             | –             | –             | –   | –    | 0-0    |
| Olympische Spelen     |      |     |               |               |               |     |      |        |
| Olympische Spelen     | g.t. | –   | geen toernooi | geen toernooi | geen toernooi | 1R  | g.t. | 0-1    |
| Statistieken          |      |     |               |               |               |     |      |        |
| Totaal aantal titels  | 1    | 0   | 1             | 0             | 0             | 1   | 0    | 3      |
| Eindejaarsranking     | 124  | 104 | 102           | 149           | 98            | 72  | 302  | n.v.t. |

N.B. "g.t." = geen toernooi